# Visbyrådet
Visbyrådet styrde staden Visby under medeltiden.
Redan 1231 tycks "de tyska rådmännen och de gotländska rådmännen i Visby såväl som alla köpmän" (Consulibus Theutonicorum et consulibus Gothorum in Wisbu ac universis mercatoribus) omtalas, vilket skulle göra Visbyrådet till Nordens i särklass äldst belagda. Ursprungligen var det två olika råd, ett tyskt (förmodligen något äldre) och ett gotländskt (format efter det tyska, ersättande det tidigare bytinget). Av allt att döma hade vardera rådet fyra "fogdar" (borgmästare) och 20 rådmän, men efter inbördeskriget 1288, mot bönderna, fann man med tiden systemet alltmer tungrott. 1317 började ett nytt stort gemensamt rådhus, det s.k. "Kalvskinnshuset", att byggas på Rolandstorget vid hamnen. Detta stod sannolikt färdigt 1320, för i augusti detta år omtalas stadens enda råd "av bägge tungorna". Detta nya råd blev Nordeuropas största, i det att sammanslagningen till antalet löstes med en kompromiss, sex borgmästare och 30 rådmän, hälften gotlänningar, hälften tyskar. Denna rådsorganisation kopierades sedan av Magnus Eriksson i hans stadslag. 1514, efter lång nedgång för staden, ingrep den danske kungen och skar ned rådet till fyra borgmästare och tio rådmän, hälften danskar och vardera en fjärdedel gotlänningar och tyskar.